# Günay Məmmədzadə

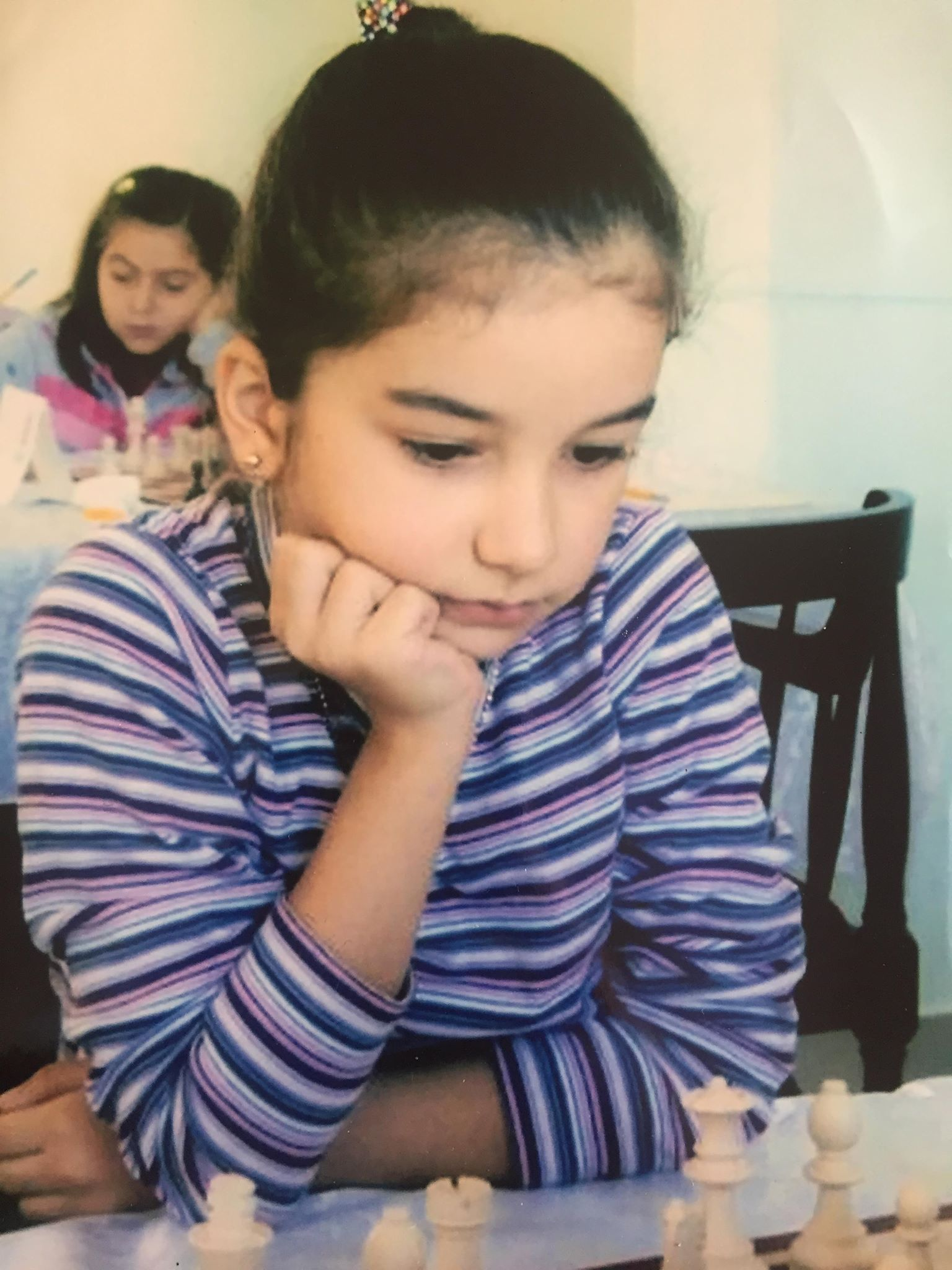
Məmmədzadə w 2007 roku

Günay Vüqar qızı Məmmədzadə (ur. 19 czerwca 2000 w Baku) – azerska szachistka.
W młodości trenowała również siatkówkę, a interesuje się również jeździectwem, pływaniem i strzelectwem. Szachami zainteresowała się jako dziecko, obserwując grę swoich dziadków. W 2005 roku rozpoczęła treningi szachowe, a jej trenerem został Rəsul İbrahimov. Jest wielokrotną mistrzynią świata i Europy w różnych kategoriach wiekowych. W 2014 roku otrzymała tytuł arcymistrzyni jako najmłodsza Azerka w historii.
W 2016 roku znalazła się w azerskiej kadrze na turniej kobiet podczas olimpiady szachowej. W 2018 roku otrzymała męski tytuł mistrza międzynarodowego. Rok później po raz drugi w karierze (wcześniej w 2017 roku) została mistrzynią Azerbejdżanu. W tym samym roku znalazła się również w kadrze na mistrzostwa Europy. W 2020 roku została powołana do azerskiej kadry mieszanej na olimpiadę szachową, która z powodu pandemii COVID-19 odbyła się online.
Za swojego idola uważa Magnusa Carlsena, a dawniej Judit Polgár. Oprócz ojczystego języka azerskiego, deklaruje znajomość rosyjskiego, angielskiego i francuskiego. Ukończyła liceum nr 6 w Baku, po czym rozpoczęła studia na Azerbejdżańskiej Państwowej Akademii Wychowania Fizycznego i Sportu (azer. Azərbaycan Dövlət Bədən Tərbiyəsi və İdman Akademiyası) w Baku. Ma młodszego brata.